# Parque Merlion
El Parque Merlion es un hito de Singapur y una importante atracción turística ubicada en el distrito Downtown Core de Singapur, cerca de su Distrito Central de Negocios (DCN).
El Merlión es una criatura mítica con cabeza de león y cuerpo de pez que se usa ampliamente como mascota y personificación nacional de Singapur. Dos estatuas de Merlión se encuentran en el parque. La estructura original de Merlión mide 8.6 metros de altura y arroja agua por la boca. Posteriormente se le ha unido un cachorro de Merlión, que se encuentra cerca de la estatua original y mide solo 2 metros de altura.

## Historia
El parque Merlion original fue diseñado por el Consejo de Turismo de Singapur, y estaba ubicado cerca de la boca del río Singapur, fue construido en 1964 para que fuera un emblema de Singapur. Allí estaba emplazada la estatua original del Merlion. La construcción del Merlion fue realizada por el escultor de Singapur Lim Nang Seng y sus ocho hijos. La escultura mide 8.6 m de altura y pesa 70 toneladas.

### Traslado del Merlion
Al concluirse la construcción de la Explanada del Puente en 1997, el parque Merlion original dejó de ser la entrada del río Singapur y la estatua dejó de ser visible desde la Bahía de la Marina. En abril del 2002, la estatua fue mudada a una nueva explanada construida especialmente al lado del Puente de la Explanada y en proximidades del Hotel Fullerton.

## Galería

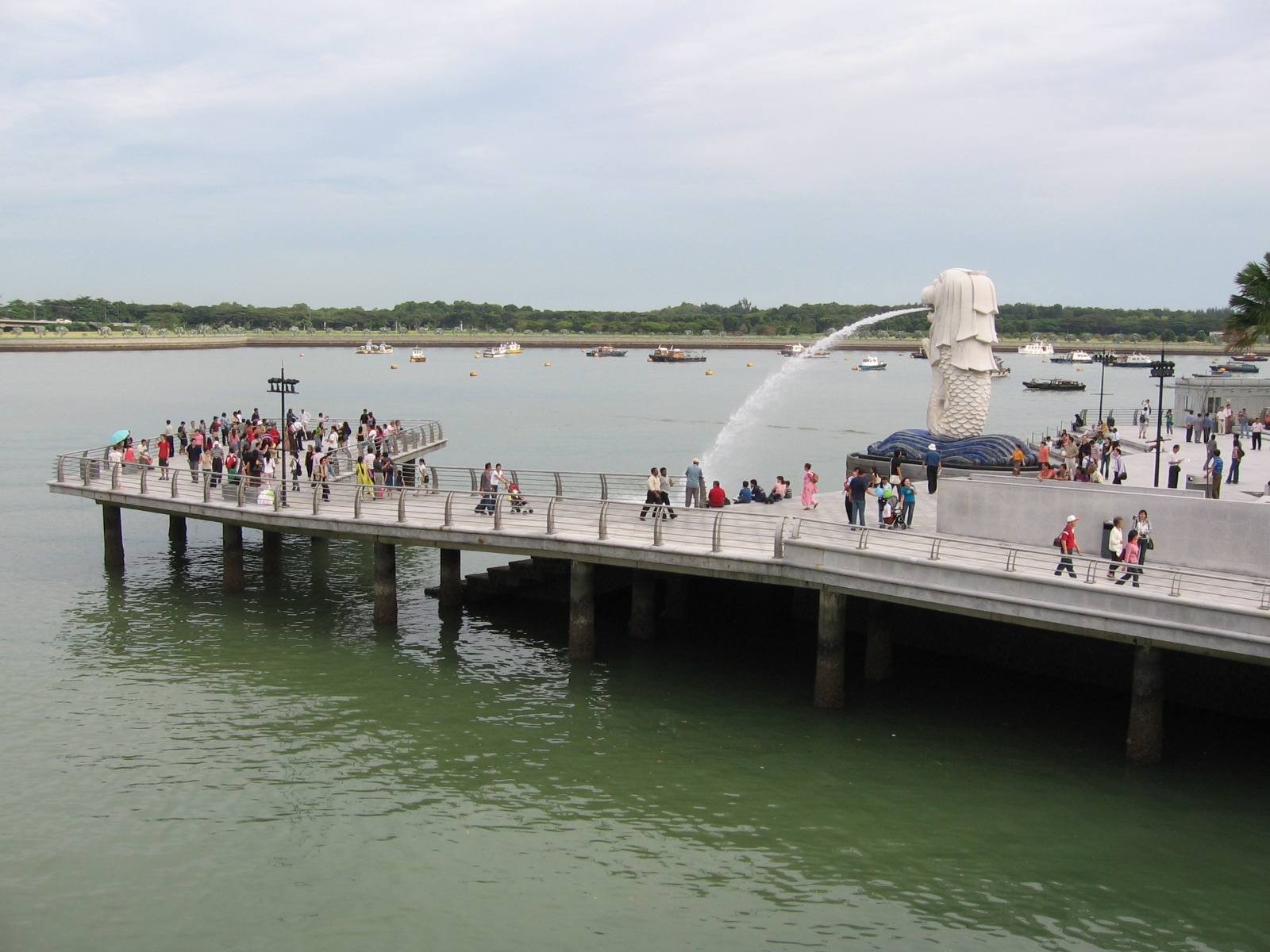
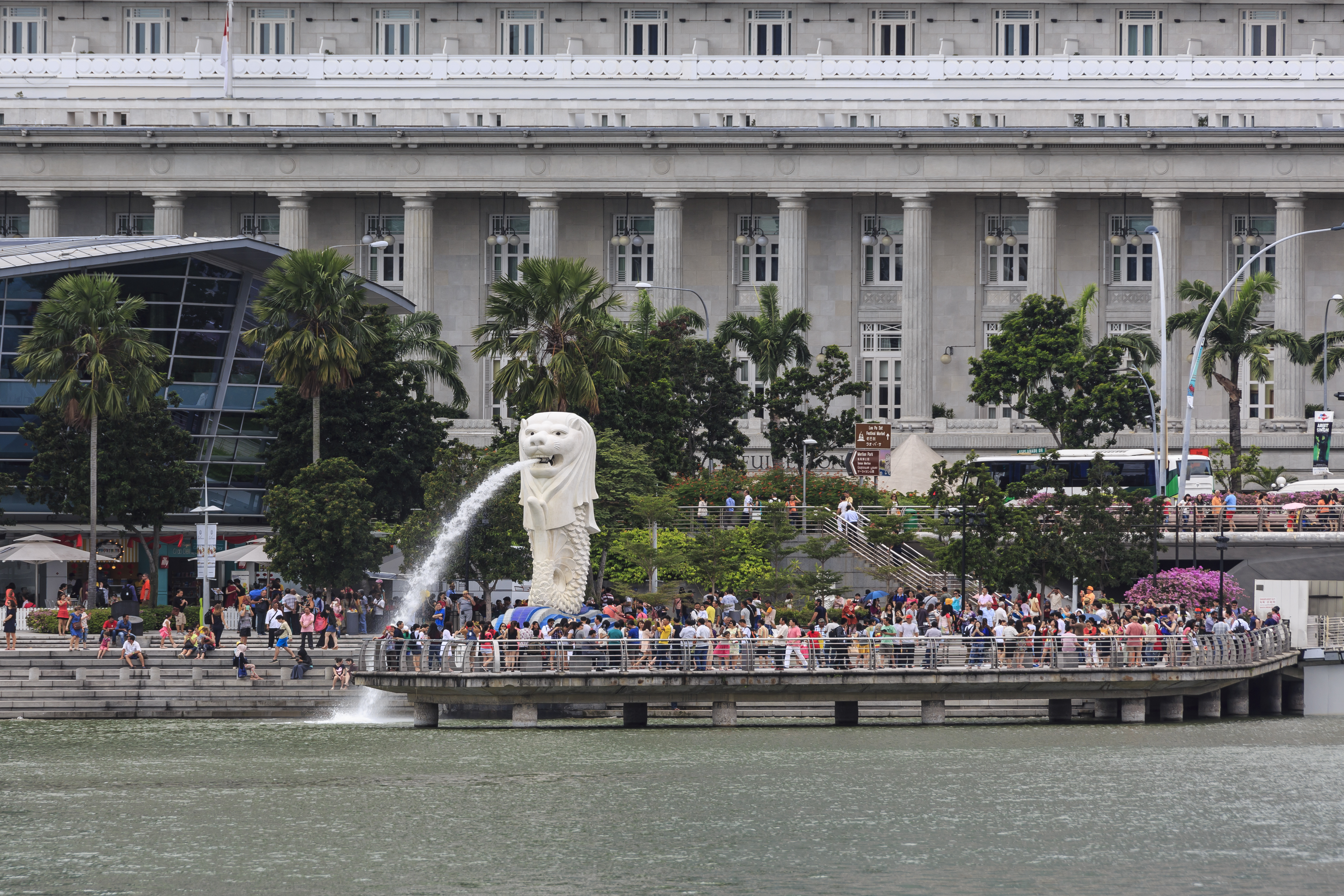
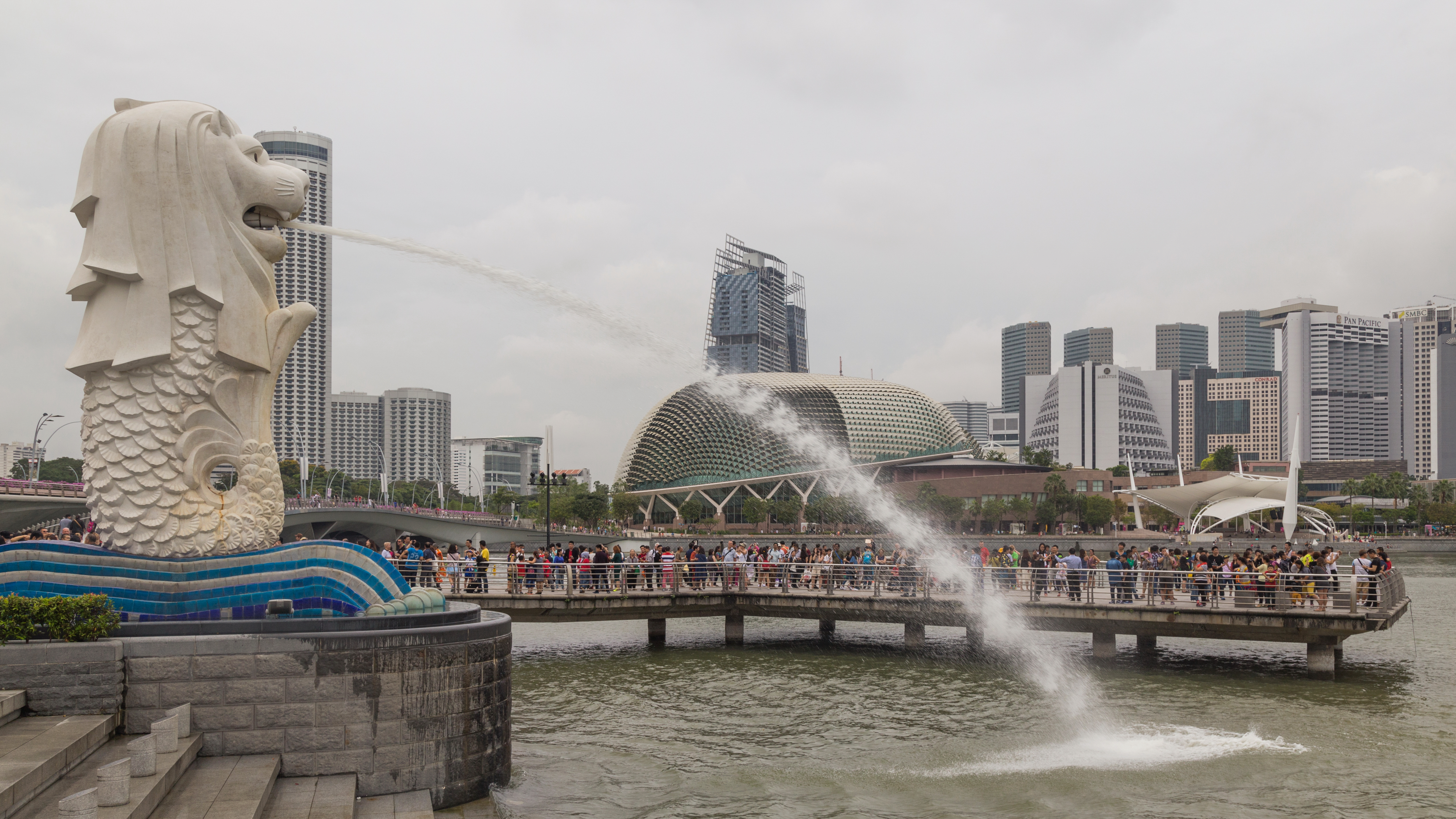
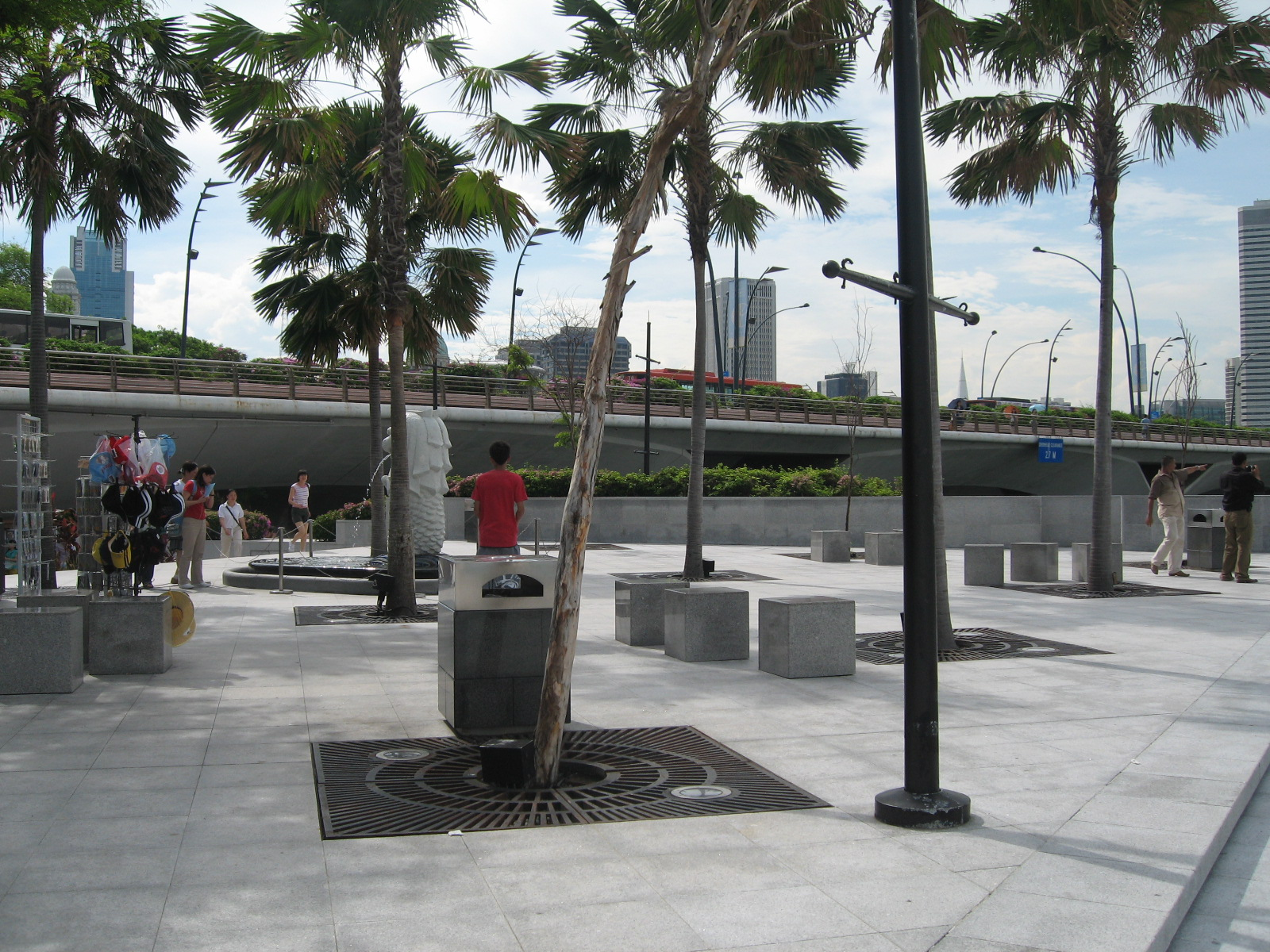
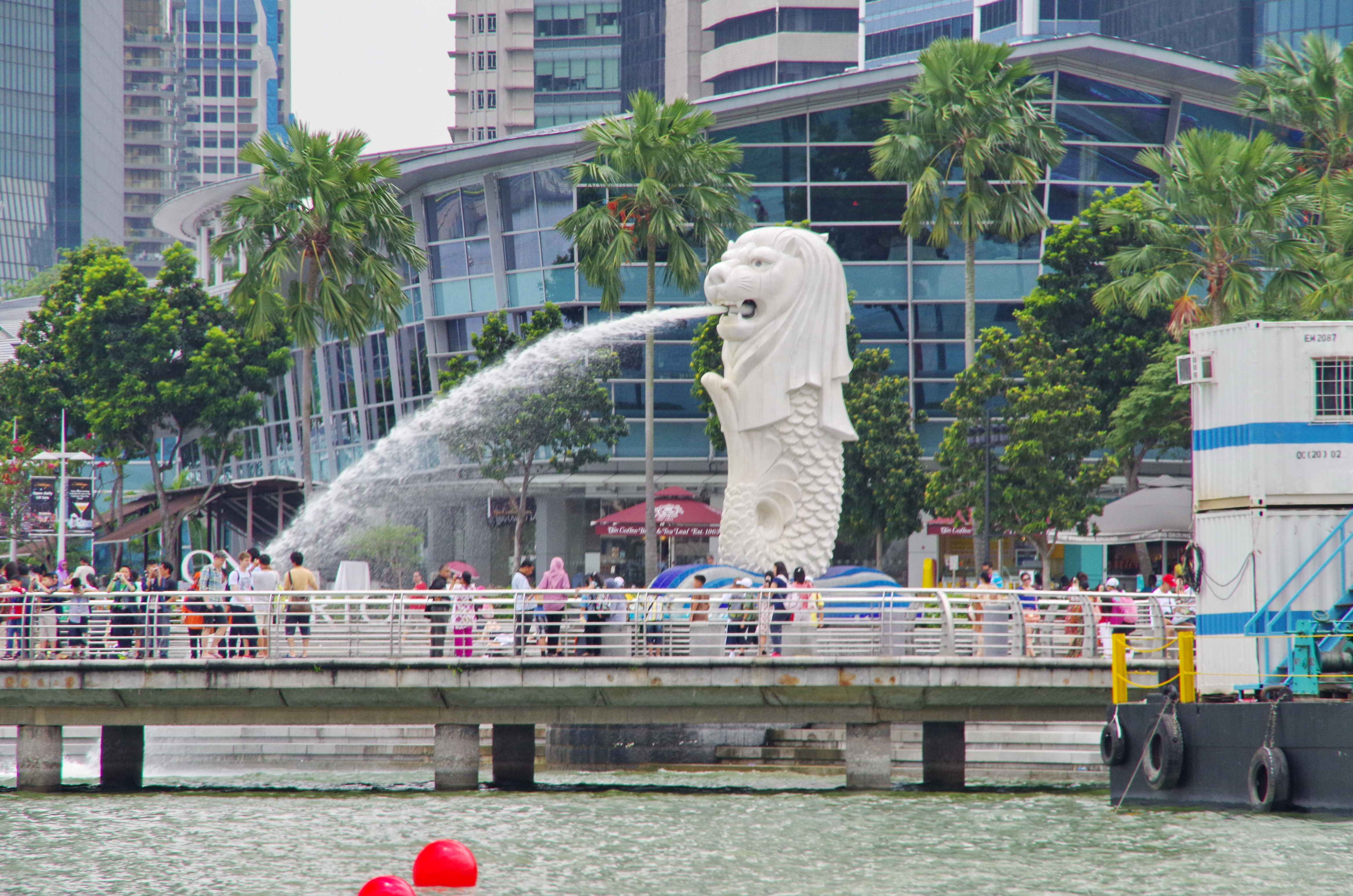
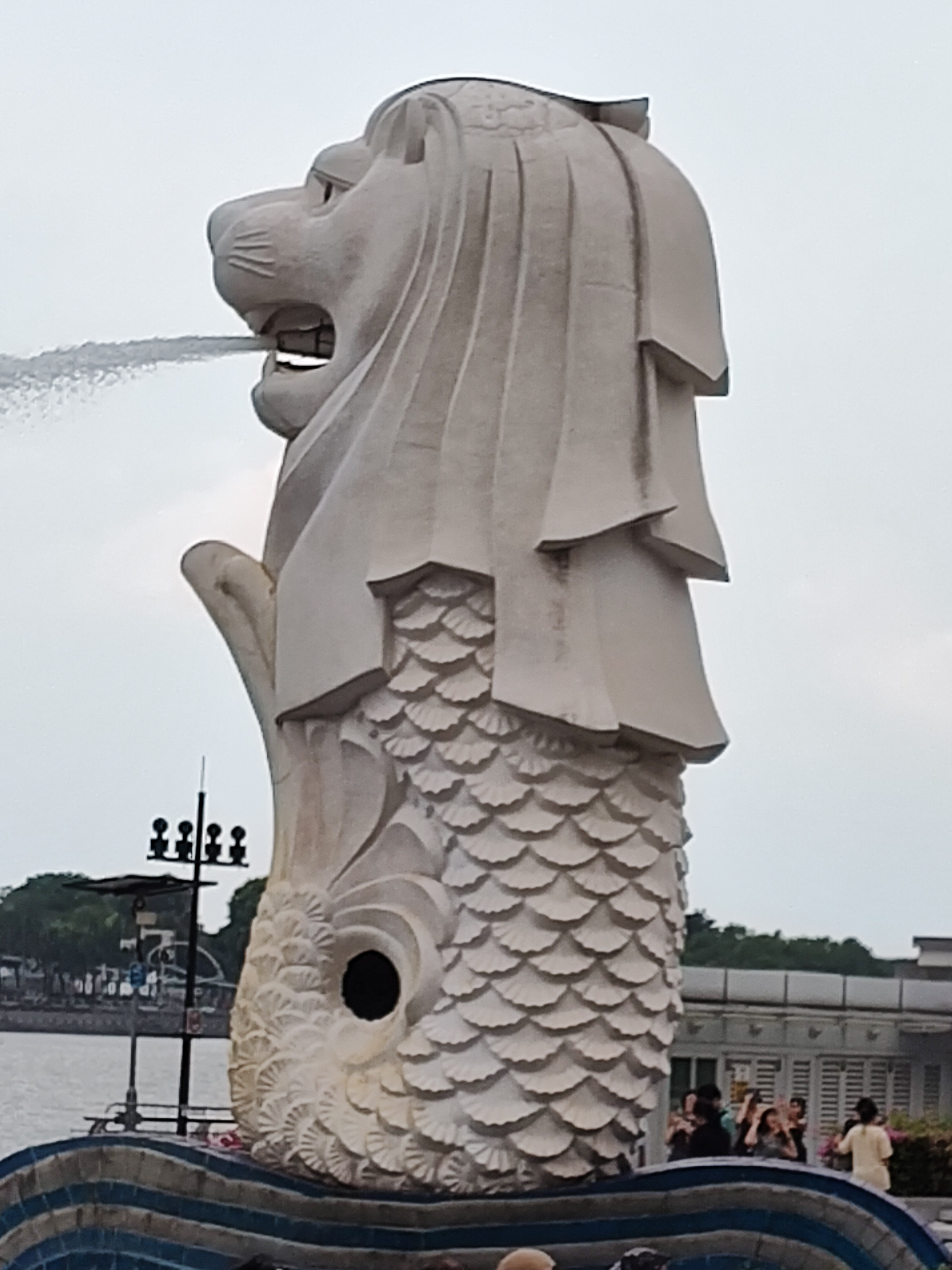
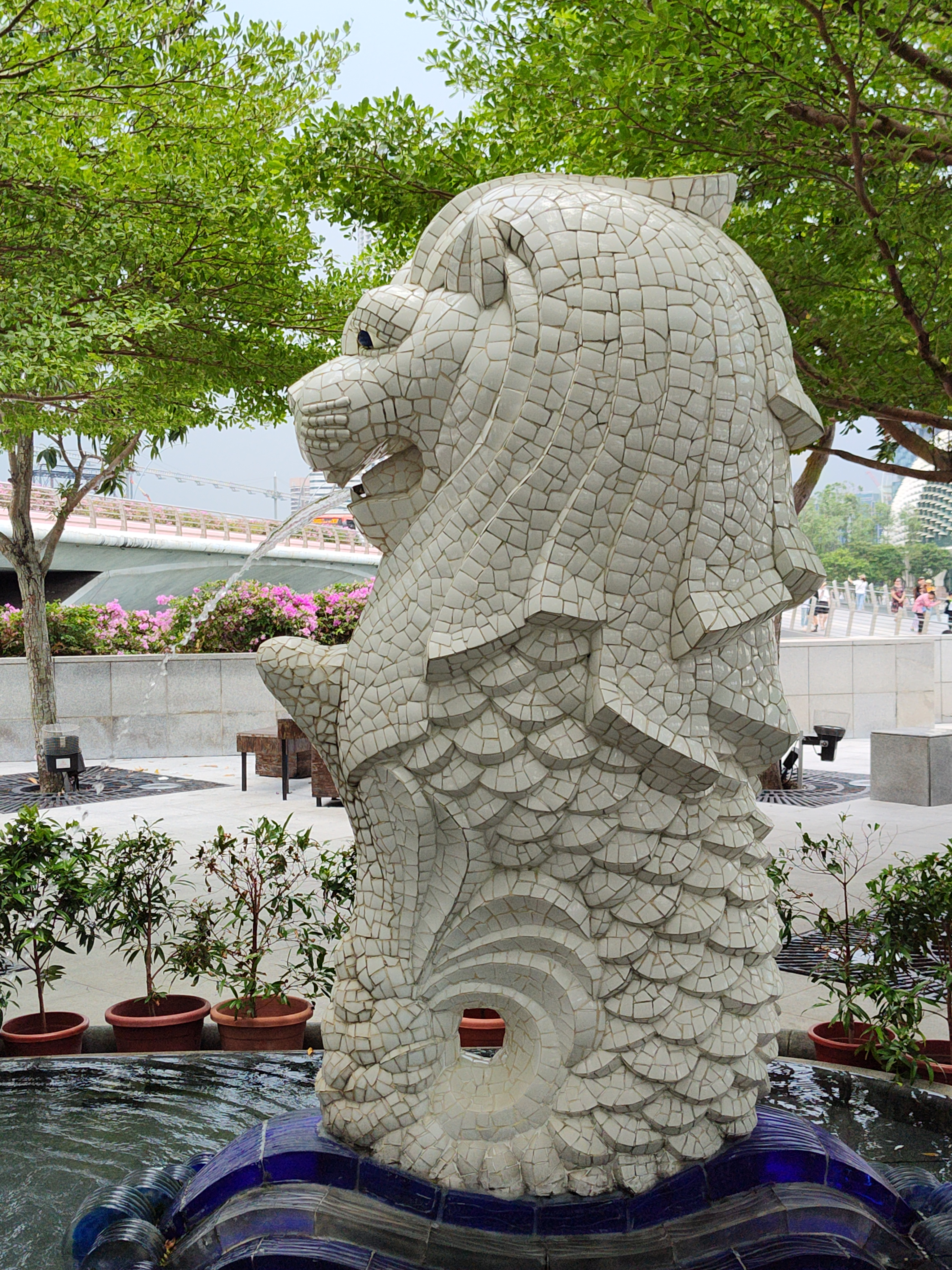
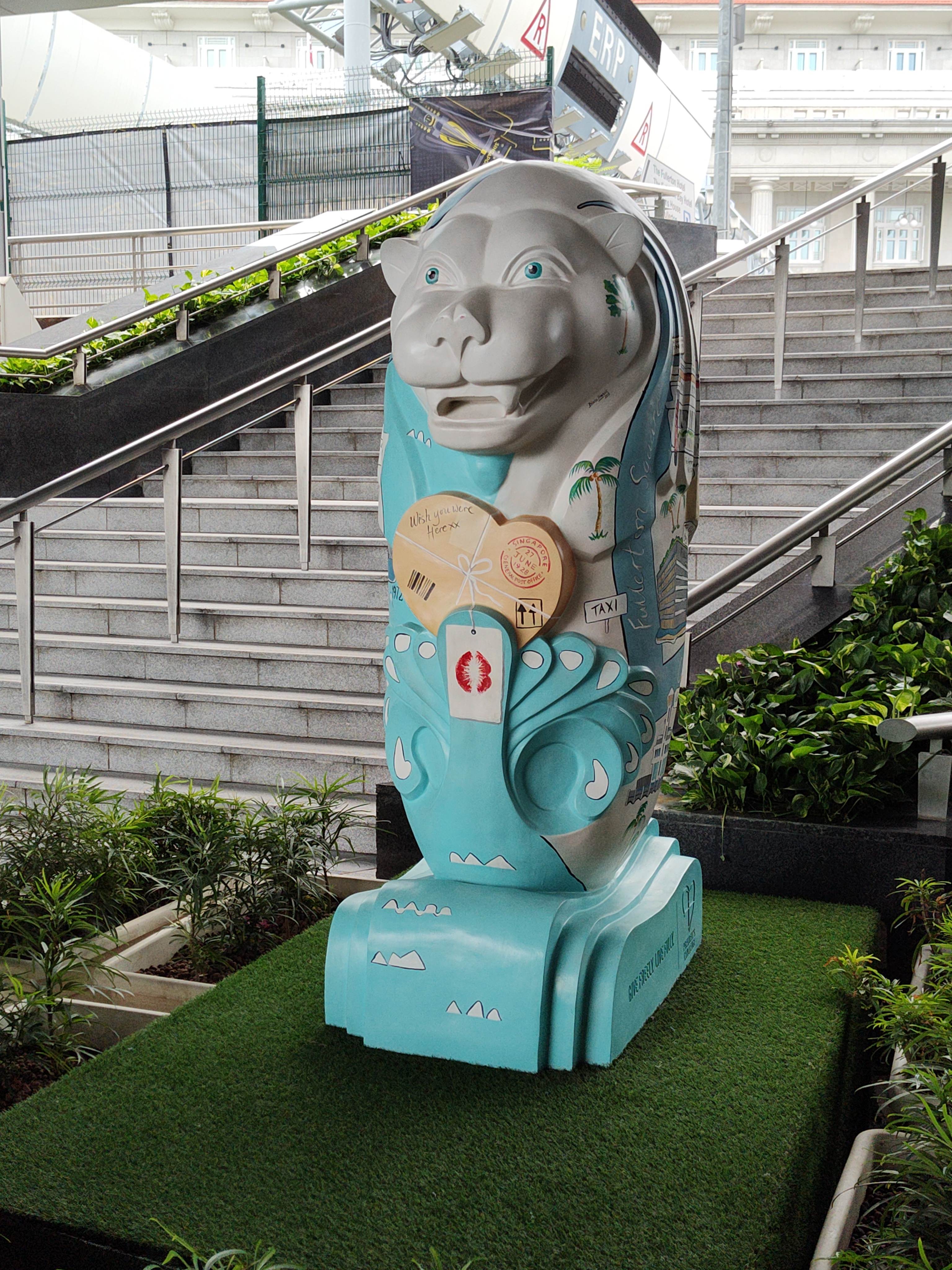
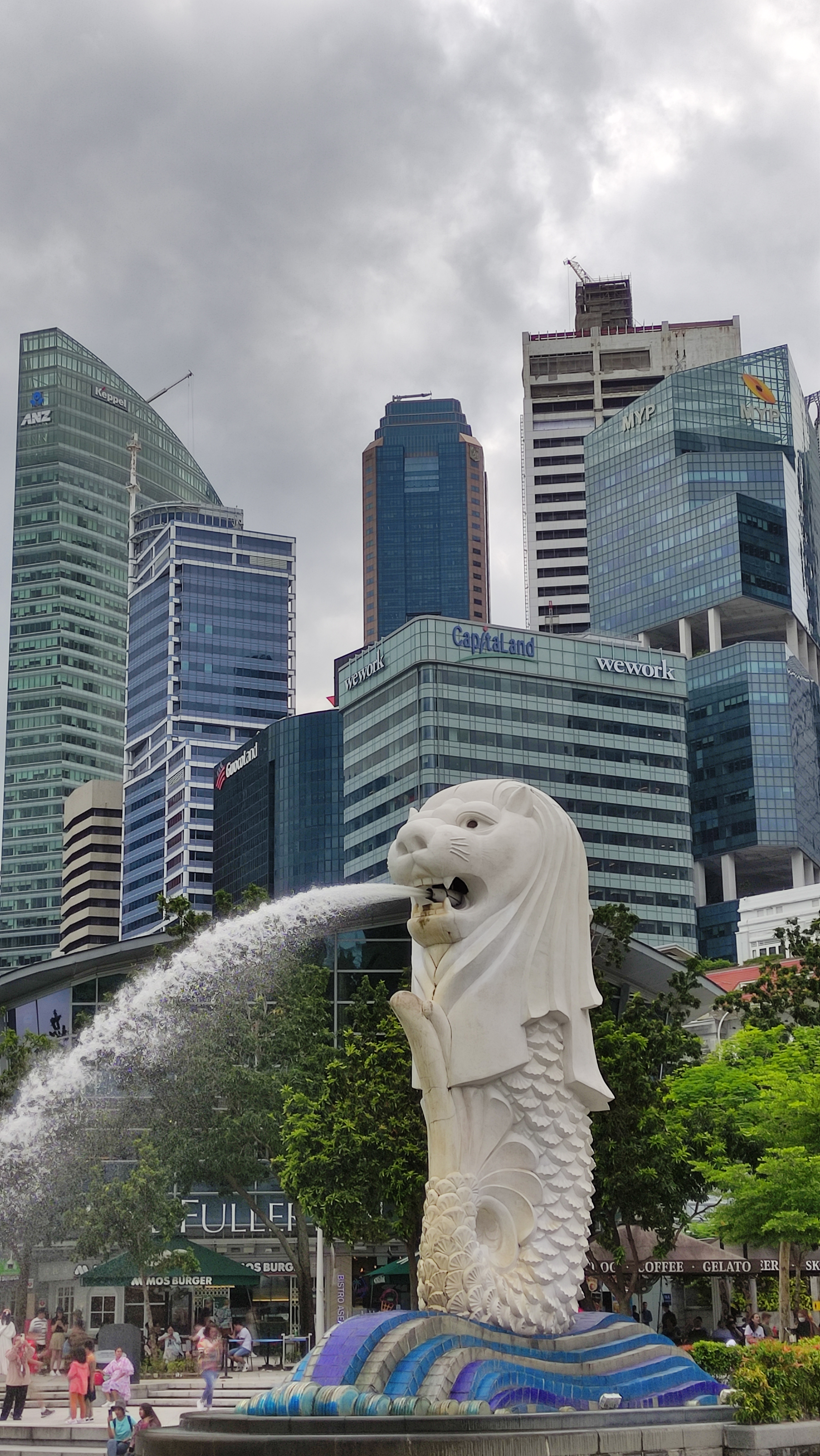